# Nisshinbo Holdings
Nisshinbo Holdings Inc. est un conglomérat japonais dont le siège se situe à Tokyo au Japon.
En Europe, le groupe a pris le contrôle en 2011 de l'entreprise TMD Friction (de).

## Histoire
Initialement créé dans l'industrie textile, le groupe est aujourd'hui présent dans différents secteurs comme le textile, le freinage automobile, le papier, l'industrie chimique, l'électronique et la mécanique de précision.